# Akten des Paulus und der Thekla
Die Akten des Paulus und der Thekla (auch Thekla-Akten, lateinisch Acta Pauli et Theclae, altgriechisch Πράξεις Παύλου καὶ Θέκλης Práxeis Paúlou kaí Théklēs) sind eine pseudepigraphische oder apokryphe, besser außerkanonische Schrift aus dem 2. Jahrhundert. Sie erzählen Ereignisse, die die heilige Thekla gemeinsam mit dem Apostel Paulus erlebte. Ob es dabei ursprünglich eigenständige Akten der Thekla, Acta Theclae, gab und damit als eigenständiges Werk verfasst worden sind, bleibt unklar. Sie treten dann als gemeinsame Akte, Akten des Paulus und der Thekla auf. Dabei wurden höchstwahrscheinlich ältere Traditionen verarbeitet, da die Person der „Thekla“ als die Hauptfigur in der Erzählung auftritt.

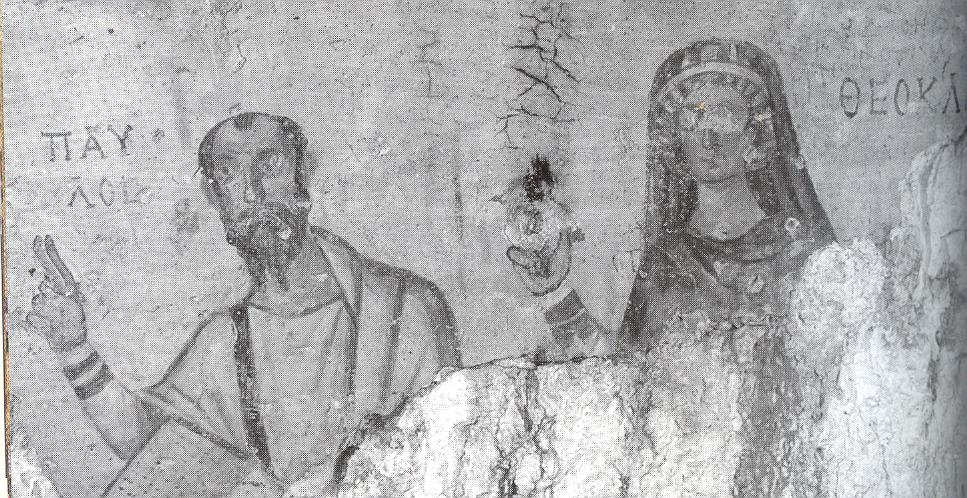
Ausschnitt des Freskos von „Paulus und Thekla“ aus dem 6. Jahrhundert. (1906 in der Paulus- und Theklagrotte am Nordhang des Bülbül Dağı (deutsch „Nachtigallenberg“) oberhalb der Ruinen des antiken Ephesus entdeckt.) Wiedergabe als Schwarzweißfotografie. Inspiriert durch die „Acta Pauli et Theclae“ aus dem 2. Jahrhundert; Paulus ist im Bild mit ΠΑΥΛΟϹ beschriftet, Thekla in der Variante ΘΕΟΚΛ[Α]. Die Mutter Θεοκλιά befindet sich (nicht abgebildet) links neben Paulus, aus dem Fenster eines Hauses auf die beiden blickend.

## Autor, Datierung und Abfassungsort
Die Acta Pauli  wurden erstmals bezeugt und verschriftlicht erwähnt bei Tertullian. Er beschrieb sie als fälschlich geschrieben. Hippolyt von Rom und Origenes hingegen nutzen sie unkritisch, während Eusebius sie als häretisch verwirft. Die drei Komplexe der Acta Pauli et Theclae haben eine eigenständige Überlieferungsgeschichte: Acta theclae, 3. Korintherbrief, Martyrium Pauli apostoli a Lino conscripto.
Der Autor der Schrift ist unbekannt. Sie stammt wahrscheinlich aus dem südanatolischen Raum (Pisidien und Lykaonien) rund um Ikonion und Antiochia. Der Text ist in verschiedenen Handschriften in griechischer (Schøyen MS 2634/1, P. Antinoopolis 13, Papyrus Oxyrhynchus 6), syrischer, koptischer, armenischer und äthiopischer Sprache überliefert. Er war ursprünglich Teil der umfangreicheren Paulusakten (Acta Pauli, Πράξεις Παύλου Práxeis Paúlou).
Obzwar Leucius Charinus (Λευκιος Χαρινος) von einigen Autoren in verschiedenen alten Schriften genannt wurde, so vor allem als Verfasser der Johannesakten und bei einigen der alten Autoren auch als Verfasser der übrigen vier apokryphen Apostelakten, die zusammen die manichäischen Apostelakten darstellen, ist die aktuelle wissenschaftliche Meinung, dass „Leucius Charinus“ als Pseudonym eines anonymen Schriftstellers anzusehen sei, der die Johannesakten verfasst habe, dessen Name später dann auf die gesamte Sammlung der manichäischen Apostelakten übertragen wurde.
Die Überlieferung des eigentlichen Textes der Acta Pauli et Theclae kann sich auf einen umfangreichen Bestand an Quellen, d. h. Handschriften und Papyri, lehnen. Der textuale Inhalt dieser Überlieferung weist aber auf eine große Anzahl unterschiedlicher Versionen des Textes hin, so dass ein „originärer Text“, schwer zu rekonstruieren ist.
Die Acta Pauli et Theclae wurden schon in der Spätantike in andere Sprachen übersetzt. Es existiert eine alte syrische Textüberlieferung, sodann eine alte auf Papyrus geschriebene koptische Übersetzung, die als unabhängig von der lateinischen Version anzusehen ist, und mehrere voneinander unabhängige Übersetzungen aus dem Griechischen.
Im Papyrus Hamburgensis bilinguis 1 (etwa 300 n. Chr., griechisch) wurden aber nur Teile der Paulusakten in griechischer Sprache gefunden. Während im Papyrus Heidelberg Kopt. 300 + 301 und Papyrus Heidelberg Kopt. 6–28.5 (im 4. Jahrhundert, koptisch) nicht nur die Paulusakte vollständig wiedergegeben ist, sondern auch die Theklaakte.
Die Akten entstanden vermutlich um 150 n. Chr. in Kleinasien, sie weisen einige Besonderheiten auf:
- Es ist Thekla selbst und nicht Paulus, die zum Martyrium verurteilt wurde.
- Thekla ist ebenso wie Paulus eine aktive Apostolin, die selbst das Wort Gottes verkündet.
- Thekla ist eine der wenigen Frauen aus den Apostelakten, um deren Wirken sich ein Kult entwickelt hatte.
- Die „Akten des Paulus und der Thekla“ waren über einen langen Zeitraum sehr verbreitet und äußerst populär (siehe Kloster der Heiligen Thekla). Der griechische Ursprungstext fand vielfältige Übersetzungen etwa in das Syrisch-Aramäische, Latein und Koptische.

Dabei ist zu berücksichtigen, dass die Sammlung der neutestamentlichen Schriften im 2. Jahrhundert noch nicht klar abgegrenzt war, so dass die Grenze zwischen „kanonischen“ und „apokryphen“ Schriften weniger eindeutig war. Die Überschrift der kanonischen  Apostelgeschichte (Πράξεις Ἀποστόλων Práxeis Apostólōn „Taten der Apostel“) könnte auch auf das 2. Jahrhundert zurückgehen.

## Inhalt
Die Akte gliedert sich in zwei Hauptteile, den Ikonium-Zyklus (ActThecl. 1–25) und den Antiochia-Zyklus (ActThecl. 36–39), und in einen dritten finalen Erzählrahmen (ActThecl. 40–43).
Die Erzählung setzt bei Paulus’ erster Missionsreise ein, in Ikonium (Apg 13,51 ), wo er predigte. Sein Äußeres wird detailliert beschrieben. Auf seiner Flucht aus Antiochia kommend, begleitet von zwei Mitreisenden, Demas und Hermogenes, gelangten sie nach Ikonium. Dort wird er von Onesiphorus und dessen Familie herzlich empfangen und eingeladen. Im Haus seines Gastgebers predigte Paulus die Selbstbeherrschung, Zurückhaltung, Enthaltsamkeit (griechisch ἐγκράτεια enkráteia). Seine Worte über die Reinheit begeisterten vor allem eine junge Frau, die vom Nachbarfenster den Worten des Paulus lauschte. Thekla, die gebannt seinen Reden zuhörte und daraufhin tagelang nicht ihr Zimmer verließ und in einer weiteren Folge sich der Ehe mit ihrem Verlobten Thamyris verweigerte, rief nun einen Konflikt hervor. Der Verlobte bestand auf der Ehe, die Thekla ihm versprochen hatte. Demas und Hermogenes, der Verlobte und Theklas Mutter Theoklia verklagten Paulus beim römischen Statthalter. Dort wurde er gezwungen, über seine Lehre Auskunft zu geben, da sie von der Stadtbevölkerung als Eheverbot interpretiert wurde. Ein Urteil gegen ihn wurde aber zunächst aufgeschoben, dennoch inhaftierten sie Paulus. Thekla gelang es, durch Bestechung ins Gefängnis zu gelangen, wo sie zu seinen Füßen saß. Beiden wurde nun der Prozess gemacht und Thekla daraufhin zum Tod auf dem Scheiterhaufen verurteilt. Aber Starkregen löschte die Flammen.
Paulus und Thekla konnten Ikonium verlassen und gingen nach Antiochia in Pisidien. Dort warb ein in der römischen Provinz Syria lebender Adliger namens Alexandros (Ἀλέξανδρος) um ihre Hand. Aber Thekla weigerte sich. Eine Anklage denunzierte sie als „Tempelschänderin“.
Dies sei, so Jensen (1995/1999), vor dem Hintergrund der Christenverfolgungen im Römischen Reich zu deuten, so sei eine römische Bürgerin, die ein Eheversprechen ausflöste oder ihre Ehre verteidigte, nicht eines Sakrilegs bezichtbar gewesen, hingegen aber eine Frau, die sich der neuen Religion des Christentums aktiv zuwandte. Was Thekla in der Aussage zusammenbrachte, vergewaltige keine Fremde, vergewaltige nicht die Dienerin Gottes.
Paulus bleibt bezüglich dieses Vorwurfs äußerst zurückhaltend und ließ seine Begleiterin in dieser Situation ohne Unterstützung zurück. Aber die Frauen der Stadt verteidigten sie. Insbesondere Antonia Tryphaina nahm sich ihrer an, die als Königin von Pontos eine reiche und einflussreiche Frau und Verwandte des römischen Kaisers Claudius war, denn Thekla betete für Tryphainas verstorbene Tochter. Obgleich den wilden Tieren vorgesetzt (Damnatio ad bestias), wurde sie mehrere Male von einer Löwin geschützt. Thekla, noch ungetauft, spendete sich nun selbst die Nottaufe, indem sie sich mit den Worten: „Im Namen Jesu Christi taufe ich mich selbst am letzten Tag“ in ein Wasserbecken stürzte. Tryphaina rettete sie schließlich.
Hiernach suchte Thekla in Myra den Apostel Paulus auf, um danach zu ihrer Mutter nach Ikonium zu gehen. Schließlich ging sie nach Seleukia am Kalykadnos, wo sie viele Menschen „erleuchtete“ und eines friedlichen Todes starb (von den letzten Jahren sind fünf verschiedene Fassungen überliefert).

## Rezeption

### Antike
Der Kirchenvater Tertullian erwähnt Thekla im 17. Kapitel von De baptismo, seinem Traktat über die Taufe, das um 200 n. Chr. in Karthago entstand. Den Thekla-Akten, die zu seiner Zeit populär waren und als Legitimation für das Lehren von Frauen herangezogen wurden, wirft er Fälschung durch einen Priester aus Asien vor. Dieser Priester sei schließlich überführt worden und hätte gestanden, aus Liebe zum Apostel Paulus dessen Namen gebraucht zu haben. Außerdem würde der Inhalt den authentischen Paulusbriefen widersprechen. Indem Tertullian die Apostolizität der Thekla-Akten und damit ihre Autorität widerlegt, schließt er aus, dass weibliche Christinnen selbst in Notfällen taufen dürften.

„(…) Die weibliche Frechheit, die sich anmaßte zu lehren, möge nicht auch noch das Recht zu taufen an sich reißen, damit nicht neue Bestien kommen, die der früheren ähneln: So wie jene die Taufe abschaffte, könnte nun womöglich irgendeine andere sie aus eigener Vollmacht erteilen! Wenn gewisse Frauen jene zu Unrecht »Paulusakten« genannte Schrift »und« das Beispiel Thekla verteidigen im Hinblick auf das Recht der Frauen, zu lehren und zu taufen, so mögen sie wissen, daß in Asien der Presbyter, der diese Schrift verfaßt und dabei seine »Erfindung« Paulus untergeschoben hat, zugab, er habe dies aus Liebe zu Paulus getan, und von seinem Amt zurücktrat. Wie sollte man wohl glauben, daß jener der Frau die Vollmacht erteilt haben soll, zu lehren und zu taufen, der nachdrücklich nicht einmal der Ehegattin erlaubte, sich belehren zu lassen? »Schweigen sollen sie«, sagt er, »und zu Hause ihre Männer fragen.«“

„übersetzt durch Anne Jennsen“

### Neuzeit
Für Jensen (1999) reiht sich die „Thekla-Erzählung“ in eine Reihe weiterer Apostelgeschichten bzw. -akten (πράξεις ἀποστόλων práxeis apostólōn) ein, so über Petrus, Paulus, Andreas, Johannes und Thomas. In allen diesen Erzählungen treten weibliche Protagonistinnen auf. Diese fünf apokryphen Apostelgeschichten sind Zeugnisse einer frühen christlichen Bewegung, die noch unabhängig von der kirchlichen Hierarchie der Alten Kirche war. Die Enkratiten (ἐγκράτεια enkráteia „Enthaltsamkeit“) waren Anhänger einer vielgestalteten asketischen Bewegung innerhalb der Alten Kirche, die ab dem Ende des 2. Jahrhunderts hervortrat. Nach Dormeyer (2016) sind die fünf Apostelgeschichten erst im 4. Jahrhundert von den Anhängern  des sassanidischen Religionsstifters Mani kompiliert, redigiert und zu einem Kodex zusammengetragen worden. Dieser „manichäische Fünferkodex“ sei verloren gegangen, jedoch nicht die Textüberlieferung der einzelnen Apostelakten. Ein zentrales Thema in den sonst disparaten Akten ist die sexuelle Enthaltsamkeit, die zu der Bewegung der Enkratiten in enger Beziehungen stünden. Die apologetischen Theologen der Alten Kirche untersagten das Lesen der Apostelakten aufgrund ihrer gnostischen und manichäischen Redaktionen. Aber anders als die manichäistische Position, die in der Askese ein Bemühen um die „Reinheit“ sah, die als Voraussetzung für die angestrebte „Erlösung“ galt, akzentuierten, so Dormeyer, die ursprünglichen Erzählungen der Apostelakten bezüglich der Askese einen anderen Fokus, der den aktiken Romanen näher stünde.
| Apostel                                                                  | Protagonistin | Antagonist |
| ------------------------------------------------------------------------ | ------------- | ---------- |
| Paulus und Thekla (Πράξεις Παύλου καὶ Θέκλης Práxeis Paúlou kaí Théklēs) | Thekla        | Thamyris   |
| Petrus (Πράξεις Πέτρου Práxeis Pétrou)                                   | Xantippe      | Albinos    |
| Paulus (Πράξεις Παύλου Práxeis Paúlou)                                   | Artemilla     | Eubula     |
| Andreas (Πράξεις Ἀνδρέα Práxeis Andréa)                                  | Maximilla     | Aegeates   |
| Johannes (Πράξεις Ἰωάννου Práxeis Iōánnou)                               | Drusiana      | Andronikos |
| Thomas (Πράξεισ Θωμά Práxeis Thōmá)                                      | Mygdonia      | Charis     |

In allen dieser Narrative zu und um die Apostel finden sich „enthaltsame Frauen“ und alle, so die mehrheitliche wissenschaftliche Meinung, sind Mitte des 2. Jahrhunderts entstanden, mit Ausnahme der Thomasgeschichte, die auf Anfang des 3. Jahrhunderts datiert wird. Im Gegensatz aber zu ähnlichen Protagonistinnen in den antiken Liebesromanen bleibt die Bewahrung der Keuschheit dort meist nicht nur temporär. Im antiken Roman kommt es nach unerwarteten Schicksalsschlägen (siehe auch Vorstellung und Funktion paganer Gottheiten) zu einer zeitweisen Trennung der Liebenden, lebensgeschichtlichen Prüfungen, Verfolgungen und sonstigen Abenteuern, dann aber zu einer Vereinigung. Nach Jensen wurde dieses erotisierende Erzählmotiv in das Enthaltsamkeitsnarrativ der apokryphen Apostelakten aufgenommen, aber die Wahrung der Keuschheit (gemeinhin der Jungfräulichkeit) wird radikal aufrechterhalten, geradezu gesteigert.
Nicht mehr die verzögerte und ersehnte sexuelle Vereinigung zweier Liebender, sondern der Triumph der weiblichen Protagonistinnen über ihre (potentiellen) Partner, die sich gelegentlich auch in einer Bekehrung der männlichen Antagonisten zum Christentum zeigt, wird vergleichbar zum spirituellen Progress der Apostel durch ihr Martyrium.

## Textausgaben
- Wilhelm Schneemelcher: Die Paulusakten. In: ders. (Hrsg.): Neutestamentliche Apokryphen in deutscher Übersetzung. Band 2: Apostolisches, Apokryphen und Verwandtes. 6. Auflage, Mohr, Tübingen 1999, ISBN 3-16-147252-7, S. 193–243.
- Eugen Sitarz (Hrsg.): Die Taten der Thekla. Geschichte einer Jüngerin des Apostels Paulus. Schwabenverlag, Ostfildern 1996, ISBN 3-7966-0776-4.
- Valentina Calzolari: Acta Pavli et Theclae, Prodigia Theclae, Martyrivm Pavli (=  Corpus christianorum. Series apocryphorum 20; Apocrypha Armeniaca 1). Brepols, Turnhout 2017, ISBN 978-2-503-56986-4 (armenische Version)